# Marampudi Joji
Marampudi Joji (1942–2010) là một Giám mục người Ấn Độ của Giáo hội Công giáo Rôma. Ông nguyên là Tổng giám mục chính tòa Tổng giáo phận Hyderabad trong vòng 10 năm từ năm 2000 đến năm 2010. Trước khi giữ vị trí Tổng giám mục, ông còn kiêm nhiệm các vị trí khác như Giám mục chính tòa Giáo phận Vijayawada (1996–2000) và Giám mục chính tòa Giáo phận Khammam (1991–1996).

## Tiểu sử
Tổng giám mục Marampudi Joji sinh ngày 7 tháng 10 năm 1942, tại Bhimavaram, thuộc Ấn Độ. Sau quá trình tu học dài hạn tại các cơ sở chủng viện theo quy định từ phía Giáo luật, ngày 14 tháng 12 năm 1971, Phó tế Joji, 29 tuổi, tiến đến việc được truyền chức linh mục.
Sau hơn 20 năm thi hành các tác vụ dựa trên quyền hạn của một người linh mục, ngày 21 tháng 12 năm 1991, tin tức từ Tòa Thánh loan báo tin Giáo hoàng đã xác nhận việc bổ nhiệm linh mục Marampudi Joji, 49 tuổi, gia nhập Giám mục đoàn Công giáo Hoàn vũ, với vị trí được bổ nhiệm là Giám mục chính tòa Giáo phận Vijayawada. Lễ tấn phong cho vị giám mục tân cử được tổ chức sau đó vào ngày 19 tháng 3 năm 1992, với phần nghi thức truyền chức chính yếu được cử hành cách trọng thể bởi 3 giáo sĩ cấp cao. Chủ phong cho tân giám mục là Tổng giám mục Giorgio Zur, Quyền Sứ thần Tòa Thánh tại Ấn Độ. Hai vị còn lại, với vai trò phụ phong, gồm có Tổng giám mục Saminini Arulappa, Tổng giám mục Tổng giáo phận Hyderabad và Giám mục Joseph S. Thumma, Giám mục chính tòa Giáo phận Vijayawada.
Bốn năm tại Vijayawada của Giám mục Marampudi Joji nhanh chóng chấm dứt bởi quyết định của Tòa Thánh, quyết định thuyên chuyển Giám mục này đến nhiệm sở mới, cụ thể là đến Giáo phận Vijayawada đảm nhận chức vị như cũ là Giám mục chính tòa. Quyết định trên được phía Tòa Thánh loan báo và xác nhận vào ngày 8 tháng 11 năm 1996.
Tuy vậy, nhiệm sở của giám mục này vẫn chưa ổn đính, khi sau đó chỉ 4 năm, Tòa Thánh lại quyết định thuyên chuyển nhiệm sở đối với Giám mục này, cụ thể chuyển đến Tổng giáo phận Hyderabad, thăng Tổng giám mục, đảm nhận vị trí Giám mục chính tòa Hyderabad. Quyết định loan đi vào ngày 29 tháng 1 năm 2000 từ các cơ quan truyền thông Tòa Thánh.
Sau mười năm tại Hyderabad, Tổng giám mục Marampudi Joji đột ngột qua đời ngày 27 tháng 8 năm 2010, ở tuổi 68.